# Вербовецька сільська рада (Шепетівський район)
Вербове́цька сільська́ ра́да — адміністративно-територіальна одиниця та орган місцевого самоврядування в Шепетівському районі Хмельницької області. Адміністративний центр — село Вербівці.

## Загальні відомості
Вербовецька сільська рада утворена в 1937 році.
- Територія ради: 4,698 км²
- Населення ради: 1 532 особи (станом на 2001 рік)
- Територією ради протікає річка Хомора

## Населені пункти
Сільській раді підпорядковані населені пункти:
- с. Вербівці
- с. Вишневе
- с. Сульжин

## Склад ради
Рада складається з 16 депутатів та голови.
- Голова ради: Попович Віктор Іванович
- Секретар ради: Хацаюк Ольга Володимирівна

### Керівний склад попередніх скликань
| Прізвище, ім'я, по батькові | Основні відомості                                                                                          | Дата обрання | Дата звільнення |
| --------------------------- | --- | ------------ | --------------- |
| Попович Віктор Іванович     | Сільський голова, 1959 року народження, освіта вища, член Соціал-демократичної партії України (об'єднаної) | 26.03.2006   | 31.10.2010      |
| Попович Віктор Іванович     | Сільський голова, 1959 року народження, освіта вища, член Партії регіонів                                  | 31.10.2010   |                 |

Примітка: таблиця складена за даними сайту Верховної Ради України

### Депутати
За результатами місцевих виборів 2010 року депутатами ради стали:

#### За суб'єктами висування
| Суб'єкт висування | Кількість обраних депутатів | %    |
| ----------------- | --------------------------- | ---- |
| Партія регіонів   | 14                          | 87,5 |
| Самовисування     | 2                           | 12,5 |

#### За округами
| № округу        | Прізвище, ім'я, по батькові      | Дата визнання обраним | Освіта  | Партійна приналежність                        | Відомості про обраного депутата                                           |
| --------------- | -------------------------------- | --------------------- | ------- | --------------------------------------------- | ------------------------------------------------------------------------- |
| Партія регіонів |                                  |                       |         |                                               |                                                                           |
| 1               | Іськова Людмила Пилипівна        | 01.11.2010            | вища    | позапартійна                                  | фельдшерсько-акушерський пункт, завідувачка                               |
| 2               | Попович Валентина Петрівна       | 01.11.2010            | вища    | позапартійна                                  | Вербовецька загальноосвітня школа, директор                               |
| 3               | Поліщук Людмила Олександрівна    | 01.11.2010            | вища    | позапартійна                                  | Вербовецька загальноосвітня школа, вчитель                                |
| 4               | Швед Галина Миколаївна           | 01.11.2010            | вища    | позапартійна                                  | Вербовецька загальноосвітня школа, вчитель                                |
| 5               | Брожик Любов Іванівна            | 01.11.2010            | вища    | член Партії регіонів                          | пенсіонер                                                                 |
| 6               | Ковтонюк Людмила Петрівна        | 01.11.2010            | середня | позапартійна                                  | фельдшерсько-акушерський пункт, молодша медсестра                         |
| 7               | Гурський Олександр Володимирович | 01.11.2010            | вища    | позапартійний                                 | пенсіонер                                                                 |
| 8               | Брожик Раїса Анатоліївна         | 01.11.2010            | вища    | позапартійна                                  | дошкільний навчальний заклад «Джерельце», вихователь                      |
| 9               | Хацаюк Ольга Володимирівна       | 01.11.2010            | вища    | член Партії регіонів                          | Вербовецька сільська рада, секретар                                       |
| 11              | Ковтонюк Ольга Володимирівна     | 01.11.2010            | вища    | позапартійна                                  | дошкільний навчальний заклад «Джерельце», завідувачка                     |
| 12              | Лавренчук Марія Павлівна         | 01.11.2010            | вища    | позапартійна                                  | Вишневецька загальноосвітня школа, вчитель                                |
| 13              | Мостовий Сава Павлович           | 01.11.2010            | середня | позапартійний                                 | пенсіонер                                                                 |
| 14              | Мартинюк Наталія Олександрівна   | 01.11.2010            | вища    | позапартійна                                  | дошкільний навчальний заклад «Джерельце», вихователь                      |
| 16              | Мельничук Сергій Петрович        | 01.11.2010            | вища    | позапартійний                                 | Вешневецька загальноосвітня школа, техпрацівник                           |
| Самовисування   |                                  |                       |         |                                               |                                                                           |
| 10              | Дячук Валентина Петрівна         | 20.02.2012            | середня | позапартійна                                  | Амбулаторія первинної ланки медико-санітарної допомоги, молодша медсестра |
| 15              | Пасічник Катерина Миколаївна     | 01.11.2010            | вища    | член Всеукраїнського об'єднання «Батьківщина» | Клуб с. Вишневе, завідувачка                                              |